# Critics' Choice Television Award
Critics' Choice Television Awards er priser, der uddeles årligt af Critics Choice Association (CCA). Prisuddelingen blev etableret i 2011, og den første ceremoni blev afholdt den 20. juni 2011 og blev livestreamet på VH1.com. Den fjerde ceremoni blev den første live tv-transmitteret uddeling og blev afholdt den 19. juni 2014 på The CW. I oktober 2014 fik A&E Network de eksklusive rettigheder til at sende tv- og filmpriserne i 2015 og 2016.

## Historie
Broadcast Television Journalists Association (BTJA) blev grundlagt i 2011 som en udløber af Broadcast Film Critics Association. Prisuddelingen er produceret af den udøvende producer Bob Bain.
Ifølge den fungerende præsident for BTJA, Joey Berlin, blev Critics' Choice Television Awards lanceret "for at forbedre adgangen for udsendte journalister, der dækker tv-industrien. Ligesom Critics' Choice Movie Awards er blevet en vigtig del af den årlige filmprissæson, er vi overbeviste om, at Critics' Choice Television Awards vil spille en lignende rolle for tv-industrien."

## Kategorier
- Best Actor in a Comedy Series (siden 2011)
- Best Actor in a Drama Series (siden 2011)
- Best Actor in a Movie/Miniseries (siden 2012)
- Best Actress in a Comedy Series (siden 2011)
- Best Actress in a Drama Series (siden 2011)
- Best Actress in a Movie/Miniseries (siden 2012)
- Best Animated Series (2011-2020, flyttet til Critics' Choice Super Awards)
- Best Comedy Series (siden 2011)
- Best Drama Series (siden 2011)
- Best Guest Performer in a Comedy Series (2012–2016)
- Best Guest Performer in a Drama Series (2012–2016)
- Best Movie/Miniseries (siden 2012)
- Best Reality Series (2011–2015)
- Best Reality Series – Competition (siden 2011)
- Best Reality Show Host (2011-2017)
- Best Structured Reality Show (siden 2015)
- Best Supporting Actor in a Comedy Series (siden 2011)
- Best Supporting Actor in a Drama Series (siden 2011)
- Best Supporting Actor in a Movie/Miniseries (siden 2013)
- Best Supporting Actress in a Comedy Series (siden 2011)
- Best Supporting Actress in a Drama Series (siden 2011)
- Best Supporting Actress in a Movie/Miniseries (siden 2013)
- Best Talk Show (siden 2011)
- Best Unstructured Reality Show (siden 2015)
- Most Exciting New Series (2011-2016)

## Kritik
Efter annonceringen af partnerskabet med Entertainment Weekly forud for de 7. Critics' Choice Television Awards i november 2016, forlod flere højt profilerede medlemmer af Broadcast Television Journalists Association organisationen, herunder Michael Ausiello fra TV Line, Maureen Ryan fra Variety, Ken Tucker fra Yahoo! TV og Michael Schneider fra Indiewire. I en artikel, som Schneider offentliggjorde kort efter sin fratræden, skrev han: "Idéen om, at Entertainment Weekly ville være det foretrukne medie til et prisuddeling, blev besluttet af journalister fra mange steder fra, hvilket er usædvanligt. (Det ville være ligesom CNN at blive udnævnt til den officielle partner for præsidentdebatterne, selvom de er modereret og dækket af repræsentanter fra flere nyhedsorganisationer. )" Efter masseudvandringen af tv-anmelderne mistede Broadcast Television Journalists Association 15%-30% af sit medlemstal. Dette medførte, at størstedelen af medlemskabet bestod af internetjournalister i stedet for tv-kritikere. Under den 7 Critics' Choice Television Awards-prisuddeling blev det anerkendt, at adskillige anmelderroste tv-serier blev afvist, såsom The Americans, Rectify, The Night Of og You're the Worst til fordel for tv-serier med meget lidt eller ingen anmelderstøtte, såsom Modern Family, The Big Bang Theory og House of Cards blev krediteret og kritiseret bredt på grund af denne ændring.

## Prisuddelinger
- 2011
- 2012
- 2013
- 2014
- 2015
- 2016
- 2016 (2)
- 2018
- 2019
- 2020
- 2021
- 2022[10]